# Rasillo
Rasillo es una pedanía y localidad española del municipio de Villafufre, perteneciente a la comunidad autónoma de Cantabria. 

## Geografía
La localidad se encuentra situada a 272 m s. n. m. y a 1,5 kilómetros de distancia de la capital municipal, Villafufre. Se trata de un conjunto de casas apiñadas sobre una montaña junto a un hayedo. Destacan por sus fachadas y arcos de sillería.
El hayedo de Rasillo es otro de los espacios naturales del valle del Pisueña donde se reflejan las características del bosque húmedo de Cantabria, caracterizado por la sucesión en altura de las distintas especies arbóreas que lo caracterizan. Está asentado en una ladera orientada al nordeste, bien abastecida de humedad y relativamente sombría, entre los 300 y 650 metros de altitud.

## Historia
En el Becerro de las behetrías de Castilla de 1352 aparece RASILLO como:
Behetría: 2 solares y no hay naturales y en ese momento es de Pedro Gómez de Porres,
Realengo:  2 solares del Rey.
Solariego:  otros solares de hijos y nietos de Gonzalo Ruiz de Arce y de Pedro Gómez de Porres.
En el Apeo del Infante don Fernando de Antequera de 1404 aparece:
RASILLO, SAN MARTIN Y LAS BARCENAS:
Regidores:  Pero Rodríguez, Juan Pérez y Martin de Santa María.
Behetría:  con ferrería en Bárcenas.
Realengo:  1 solar y 1/2 naturales del Señor de Lara y ahora del Rey para la casa de la Vega.
En siglos posteriores llegó a ser cabeza de Concejo y en el siglo XIX pasó a pertenecer al Ayuntamiento de Villafufre. Hacia mediados del siglo XIX, el lugar tenía contabilizada una población de doscientos habitantes. Aparece descrito en el decimotercer volumen del Diccionario geográfico-estadístico-histórico de España y sus posesiones de Ultramar de Pascual Madoz con las siguientes palabras:

RASILLO: l. en la prov. de Santander, part. jud. de Villacarriedo, aud. terr. y c. g. de Búrgos, ayunt. de Villafufre. sit. entre dos cerros; su clima es bastante sano. Tiene 48 casas; igl. anejo de Villafufre dedicada á San Estéban Protomartir, y buenas aguas potables. Confina con San Martin, valle de Toranzo y Aloños. El terreno es de buena calidad. Hay un monte poblado de robles y hayas, y buenos prados. Los caminos son veredas para los pueblos limítrofes: recibe la correspondencia de Torrelavega. prod.: granos, lino, legumbres, frutas, alguna hortaliza, patatas y pastos; cria ganados. pobl.: 50 vec., 200 almas. contr.: con el ayunt.
(Madoz, 1849, p. 375)

En 2023, la entidad singular de población tenía empadronados 95 habitantes y el núcleo de población, también 95.

## Patrimonio
Las casas del pueblo están dominadas por la iglesia parroquial advocación de San Esteban, situada por encima de las casas.
Existen varias casa solariegas de hidalgos con escudos en piedra de los linajes, Ceballos, Guazo Bustillo, Hervás Ceballos y otros. En el lugar de Los Pozos estuvo la casa solar del linaje García de la Huerta del que descienden ilustres hijos como el literato español Vicente Antonio García de la Huerta y el político chileno Manuel García de la Huerta Izquierdo.

## Personajes
Diego Antonio Fernández de Cevallos y Gómez de Cevallos, Cevallos-Escalera y González de Rueda, nace en 1758. Caballero de Alcántara Expte 73 en 1815, teniente coronel en Nueva España. Su padre de Escobedo y su madre de Rasillo abuela materna Manuela González de Rueda y Campero de Sorrevilla era natural de Sandoñana en Rasillo.
Esteban de Herbás Ceballos, Capitán de la Compañía de la Guardia Alemana en el Reino de Acilla, cazador del dicho reino, Señor de la casa solariega de su linaje en Rasillo del valle de Carriedo. Con certificación de armas en 1653 por don Pedro Salazar y Castro. Armas: campo de plata, árbol verde y atado a él lebrel manchado de negro y blanco sobre un valle, con el nombre de Carriedo; debajo ondas azules y blancas, y bordura cargada de ocho sotuers de oro sobre campo de gules
Vicente Antonio García de la Huerta (Zafra 1734 - Madrid 1787) Poeta y dramaturgo español, hermano del sacerdote y también escritor Pedro García de la Huerta. Su padre Juan Francisco García de la Huerta y Gómez de Villafufre hizo un Expediente de Hidalguía en la Real Chancillería de Valladolid, cuando llega a Aranda de Duero (Burgos) en 1747 procedente de la casa solar de su apellido denominada “Los Pozos” en S. Martín de Carriedo.
Ramón José Mantecón Gil, Conde de Casa Mantecón, hijo de Juan José Mantecón,  quien había nacido en Rasillo y emigró a Huelva con Expte. Hidalguía en 1781. Un nieto de Ramón fue Juan Ramón Jiménez Mantecón, Poeta Premio Nobel de Literatura en 1956.